# Thyroscyphus fruticosus
Thyroscyphus fruticosus is een hydroïdpoliep uit de familie Sertulariidae. De poliep komt uit het geslacht Thyroscyphus. Thyroscyphus fruticosus werd in 1793 voor het eerst wetenschappelijk beschreven door Esper. 